# Política de Moçambic
La política de Moçambic té lloc en un marc d'una república democràtica semipresidencialista, de manera que el President de Moçambic és el cap d'estat i el cap de govern d'un Sistema multipartidista. El poder executiu és exercit pel govern. El poder legislatiu recau en el govern i l'Assemblea de la República.

## Història política abans de la introducció de la democràcia
Els últims 25 anys de la història de Moçambic han encapsulat els esdeveniments polítics de tot el segle xx. El colonialisme portuguès es va esfondrar el 1974 després d'una dècada de lluita armada, dirigida inicialment per l'antropòleg educat als Estats Units Eduardo Mondlane, qui va ser assassinat en 1969. Quan es va proclamar la independència en 1975, els caps militars del FRELIMO ràpidament van bastir un estat de partit únic aliat del bloc soviètic, eliminant el pluralisme polític, les institucions educatives religioses, i el paper de les autoritats tradicionals.
La població portuguesa de Moçambic, en un gir venjatiu dels esdeveniments, van rebre l'ordre d'abandonar el país en 24 hores, una ordre que va ser donada per Armando Guebuza. Portuguesos espaordits van sortit del país per avió, carretera i mar i va haver de deixar enrere tots els seus actius, tornant a Portugal on es van convertir en indigents i van patir les burles dels portuguesos europeus que veien la seva rehabilitació com una càrrega per als escassos recursos del país. Van ser coneguts com els "retornats" o refugiats. Molts portuguesos també consideraven que ho havien perdut tot llevat la vida.
El nou govern va donar refugi i suport als moviments guerrillers de l'ANC sud-africà i ZANU-PF de Zimbabwe, mentre que els governs d'apartheid de Sud-àfrica i Rhodèsia va promoure i finançar un moviment rebel armat al centre de Moçambic anomenat Resistència Nacional de Moçambic (RENAMO). La guerra civil, el sabotatge dels estats veïns, i el col·lapse econòmic caracteritzaren la primera dècada de la independència de Moçambic. Aquest període també fou marcat per l'èxode massiu de ciutadans portuguesos, infraestructures febles, nacionalització i mala gestió econòmica. Durant la major part de la guerra civil el govern va ser incapaç d'exercir un control efectiu fora de les àrees urbanes, moltes dels quals van ser separats de la capital. S'estima que un milió de moçambiquesos van morir durant la guerra civil, 1,7 milions es van refugiar als estats veïns, i alguns milions més van ser desplaçats internament. En el tercer congrés del partit FRELIMO el 1983, el president Samora Machel va reconèixer el fracàs del socialisme i la necessitat de grans reformes polítiques i econòmiques. La seva mort, juntament amb diversos assessors, en un sospitós accident d'aviació el 1986 va interrompre el progrés.
El seu successor, Joaquim Chissano, continuà les reformes i va començar les converses de pau amb la RENAMO. La nova Constitució promulgada el 1990 establia un sistema polític multipartidista, l'economia basada en el mercat, i eleccions lliures. La guerra civil va acabar a l'octubre de 1992 amb els acords de pau de Roma.
A mitjans de 1995 havien tornat els més de 1,7 milions de refugiats moçambiquesos que havien buscat asil a Malawi, Zimbabwe, Swazilàndia, Zàmbia, Tanzània, i Sud-àfrica com a resultat de la guerra i la sequera, com a part de la repatriació més gran vista a l'Àfrica subsahariana. A més, s'estima més de 4 milions de desplaçats interns van tornar als seus llocs d'origen.
Sota la supervisió de la força de pau ONUMOZ de les Nacions Unides la pau va tornar a Moçambic. El 1994 el país va celebrar les seves primeres eleccions democràtiques. Joaquim Chissano va ser elegit president amb el 53% dels vots, i a l'Assemblea de la República de 250 membres va ser quedar formada amb 129 diputats del Frelimo, 112 diputats de Renamo, i 9 representants dels tres partits més petits que formaven la Unió Democràtica (UD).

## Branca executiva
| Càrrec          | Nom                         | Partit  | Des de              |
| --------------- | --------------------------- | ------- | ------------------- |
| President       | Filipe Nyusi                | FRELIMO | 15 de gener de 2015 |
| Primer Ministre | Carlos Agostinho do Rosário | FRELIMO | 17 de gener de 2015 |

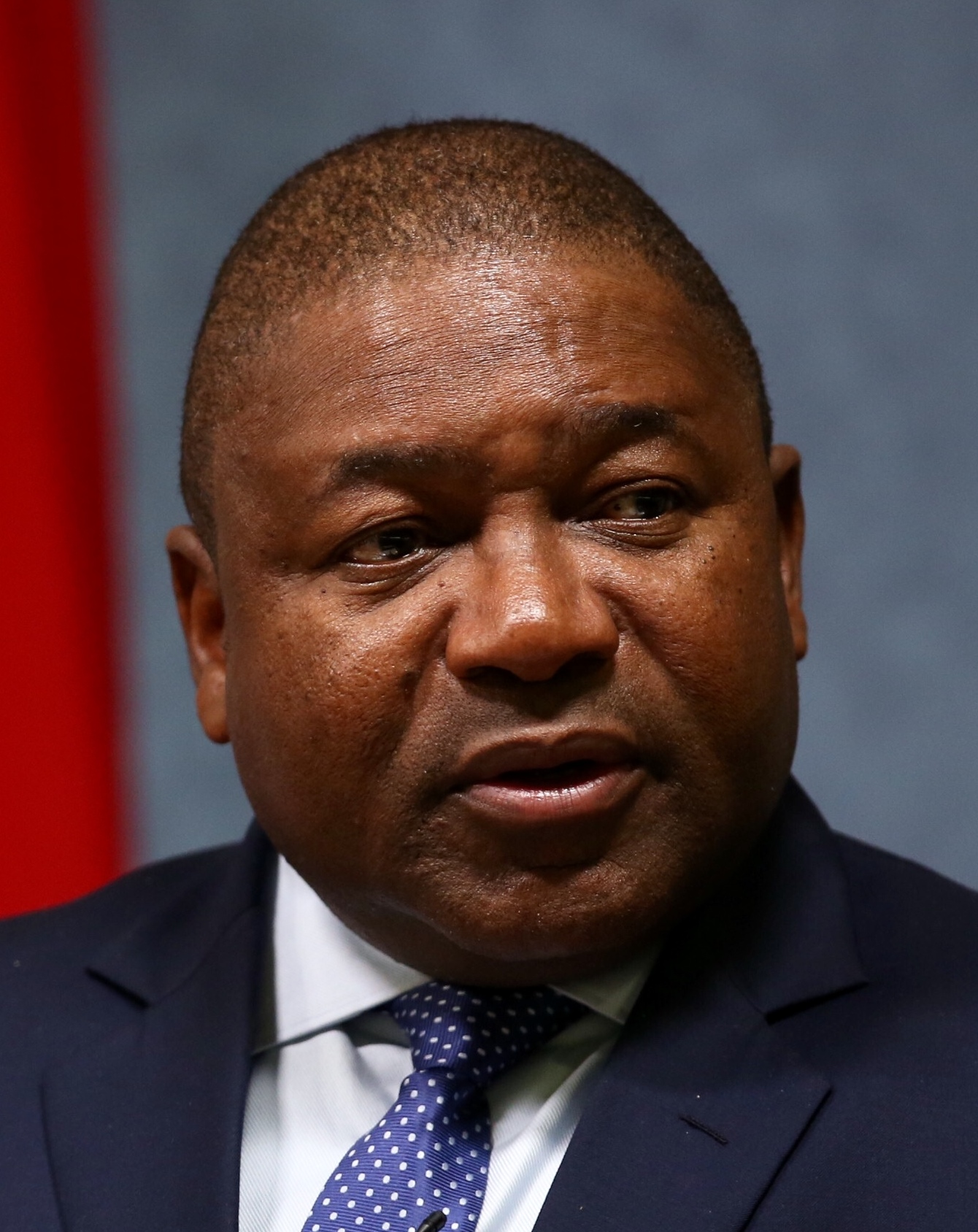
Filipe Nyusi

La Constitució de la República de Moçambic estipula que el president de la República exerceix les funcions de cap d'Estat, cap de Govern, comandant en cap de les forces armades, i símbol de la unitat nacional. És elegit directament per a un mandat de cinc anys per votació directa. Si cap candidat rep més de la meitat de la vots emesos en la primera ronda de votació, tindrà lloc una segona ronda de votacions en la qual només participaran els dos candidats que han rebut el major nombre de vots en la primera ronda, i el candidats que obtingui la majoria de vots en la segona ronda serà elegit president. El Primer Ministre és nomenat pel president. Les seves funcions consisteixen en convocar i presidir el Consell de Ministres (gabinet), assessorar al President, assistir el president en el govern del país, i coordinar les funcions dels altres ministres.

## Branca legislativa
L'Assemblea de la República (Assembleia da República) té 250 membres, elegits per un mandat de cinc anys mitjançant escrutini proporcional plurinominal.

## Partits polítics i eleccions
El 1994 el país va celebrar les seves primeres eleccions a eleccions democràtiques. Joaquim Chissano va ser elegit president amb el 53% dels vots, i es va formar una Assemblea Nacional de 250 membres amb 129 diputats de FRELIMO, 112 de RENAMO i 9 representants dels tres partits més petits que formaven la Unió Democràtica (UD). Des de la seva formació el 1994, l'Assemblea Nacional ha fet progressos en convertir-se en un cos cada vegada més independent del poder executiu. El 1999, més de la meitat (53%) de la legislació aprovada es va originar a l'Assemblea.
Després d'alguns retards, el 1998 el país va celebrar les seves primeres eleccions locals per proporcionar representació local i alguna autoritat pressupostària a l'àmbit municipal. El principal partit d'oposició, la RENAMO, va boicotejar les eleccions locals, citant falles en el procés de registre. Llistes independents van participar en les eleccions i van guanyar escons a les assemblees municipals. La participació va ser molt baixa.
Com a conseqüència de les eleccions locals de 1998, el govern va decidir fer més concessions als problemes de procediment de l'oposició per a la segona volta de les eleccions nacionals multipartidistes de 1999. Treballant a través de l'Assemblea Nacional, la llei electoral va ser reescrita i aprovada per consens al desembre de 1998. Finançada en gran part pels donants internacionals, de juliol a setembre de 1999 es va dur a terme un reeixit registre de votants que proporcionà les targetes de registre de votants al 85% de l'electorat potencial (més de 7 milions de votants).
Les segones eleccions generals es van dur a terme el 3-5 de desembre de 1999 amb una alta participació. Els observadors internacionals i nacionals van coincidir que el procés de votació estava ben organitzat i que s'havia desenvolupat sense contratemps. Tant l'oposició com a observadors citaren posteriorment defectes en el procés de tabulació que, si no haguessin passat, podrien haver canviat el resultat. Al final, però, els observadors internacionals i nacionals van arribar a la conclusió que el resultat final de la votació reflectia la voluntat del poble.
El president Chissano va guanyar la presidència amb un marge de 4% punts per sobre del candidat de la coalició Renamo-Unió electoral, Afonso Dhlakama, i va començar el seu mandat de 5 anys el gener de 2000. El FRELIMO va augmentar la seva majoria a l'Assemblea de la República amb 133 dels 250 escons. La coalició RENAMO-UE va obtenir 116 escons, un era independent, i no hi havia tercers partits representats.
La coalició opositora no va acceptar els resultats de la votació presidencial donats per la Comissió Nacional d'Eleccions de i va presentar una queixa formal davant el Tribunal Suprem. Un mes després de la votació, el tribunal va desestimar la demanda de l'oposició i va validar els resultats de les eleccions. L'oposició no va presentar queixes sobre els resultats de la votació legislativa.
Les segones eleccions locals, amb la participació de 33 municipis i amb uns 2,4 milions de votants registrats, es van dur a terme al novembre de 2003. Aquesta va ser la primera vegada que el FRELIMO, la RENAMO-UE, i els partits independents van competir sense boicots importants. La participació va ser del 24%, molt per sobre de la participació del 15% en les primeres eleccions municipals. El FRELIMO va obtenir 28 alcaldies i la majoria en 29 assemblees municipals, mentre que la RENAMO va guanyar 5 alcaldies i la majoria en 4 assemblees municipals. La votació es va dur a terme d'una manera ordenada i sense incidents violents. No obstant això, el període immediatament posterior a les eleccions va estar marcat per les objeccions sobre els votants, el registre de candidats i el recompte de vots, així com les crides per una major transparència.
Al maig de 2004, el govern va aprovar una nova llei d'eleccions generals que contenia innovacions basades en l'experiència de les eleccions municipals de 2003.
L'1-2 de desembre de 2004 es van dur a terme noves eleccions presidencials i a l'Assemblea Nacional. El candidat del FRELIMO, Armando Guebuza va obtenir el 64% dels vots populars. El seu oponent, Afonso Dhlakama de Renamo, va rebre el 32% del vot popular. FRELIMO va obtenir 160 escons al Parlament. Una coalició de la RENAMO i diversos petits partits va obtenir els 90 escons restants. Armando Guebuza va ser nomenat el President de Moçambic el 2 de febrer del 2005.

## Poder judicial
El poder judicial comprèn un Tribunal Suprem i tribunals provincials, de districte i municipals.

## Participació de l'organització internacional
Moçambic és membre de l' ACP, BAD, Commonwealth, CEPA, FAO, G-77, BIRD, OACI, ICCt (signatari), CIOSL, ICRM, AIF, BID, FIDA, CFI, IFRCS, OHI, OIT, FMI, OMI, Interpol, COI, IOM (observador), ISO (corresponsal), UIT, MONUSCO, NAM, OUA, OCI, OPAQ, SADC, ONU, UNCTAD UNESCO, ACNUR, UNIDO, UNMISET, UPU, OMA, FSM, OMS, OMPI, OMM, WToO i WTRO.